# Хаджиларска река
Хаджиларска река е река в Югоизточна България, област Бургас – общини Карнобат и Камено, ляв приток на Русокастренска река. Дължината ѝ е 22 km.
Хаджиларска река води началото си от извор-чешма „Малкоч" на 277 m н.в., на южния склон на възвишението Хисар, на 1,3 km западно от с. Драгово, община Карнобат. Тече в южна посока през Бургаската низина в плитка долина. Влива се отляво в Русокастренска река, на 30 m н.в., 1,3 km източно от село Желязово, община Камено.
Площта на водосборния басейн на Хаджиларска река е 77 km2, което представлява 14,7% от водосборния басейн на Русокастренска река. Реката е с максимален отток през февруари и март, а минимален – август и септември. По течението на реката няма населени места. Водите на реката се използват главно за напояване, като по течението ѝ за тази цел са изградени 3 микроязовира.

## Топографска карта
- Лист от карта K-35-55. Мащаб: 1 : 100 000.